# Retrovirusi
Retrovirusi so kroglasti virusi s premerom od 80 do 100 nm, imajo ovojnico z 8 nm velikimi peplomeri, notranjo vijačno nukleokapsido obdaja ikozaedrična kapsida. Genom je iz dveh enakih molekul linearno pozitivne polarne enovijačne RNK. Virus HIV je tipičen predstavnik. 

## Razmnoževanje retrovirusov
Retrovirusi imajo enovijačno, pozitivno polarno molekulo RNK, ki ne deluje kot mRNK, ampak jo virusna od RNK odvisna polimeraza DNK (reverzna transkriptaza) prepiše v dvojnovijačno molekulo DNK, ki se kot provirus vgradi v celično DNK. Provirus celična polimeraza RNK II prepiše v molekulo RNK, ki ima dvojno vlogo – hkrati je virusna genomska RNK in policitronska mRNK. Poliproteine, ki nastanejo, virusne proteaze cepijo v posamezne virusne proteine. Genomske RNK se združujejo v pare in predstavljajo diploidni genom novih virusov.

## Sestava retrovirusnega genoma
Glede na njihov genom lahko retroviruse razdelimo na enostavne in kompleksne (Coffin in sod., 1997). Tako enostavni kot kompleksni retrovirusi imajo gag (specifični antigeni – kapsidni proteini), pro (proteaza), pol (polimeraza) in env (ovojnica – glikoproteini) gene. Virusna DNK vsebuje dolga ponavljajoča se zaporedja na obeh koncih, t. i. LTR zaporedja (Long terminal repetas). LTR lahko razdelimo na U3, R in U5 regije. Virusni promotorji in prepisovalni ojačevalci se nahajajo v U3 regiji. R regija je nujna za reverzno  prepisovanje in podvojevanje retrovirusov. U5 regija vsebuje zaporedja, katera pospešujejo reverzna prepisovanja. Navzdol (downstream) za 5' LTR je začetno vezavno mesto (PBS), katerega sekvenca je komplementarna delu celične tRNA. Različni virusi uporabljajo različne tRNA za začetek delovanja reverzne transkriptaze.
Signal za sestavljanje (ψ) oziroma kapsidizacijo (E) so zaporedja, ki interagirajo  z virusnimi proteini, da se doseže specifično sestavljanje virusne RNK. Pri MLV (murine leukemia virus)  ψ najdemo v 5' neprevedljivi regiji, med PBS (tRNA vezavno mesto) in gag odprtim bralnim okvirjem, kjer je med drugim tudi idealno mesto za vstavljanje tuje RNK v virusne delce.
Blizu 5' konca virusnega genoma se nahaja gag gen, ki nosi zapis za Gag poliproteine, ki sodelujejo pri izgradnji kapside. Zapis za reverzno transkriptazo in integrazo (omogoči vključitev nastale virusne DNK v celično DNK) se nahaja v pol regiji. Pri vseh retrovirusih najdemo env gen, ki nosi zapis za proteine ovojnice. Le ti se cepijo v transmembransko in površinsko domeno (SU). Sekvence, katere imajo zapis za virusno proteazo (Pro) vedno najdemo med gag in pol. Večinoma se prepisujejo kot del Gag poliproteina ali pa kot Gag-Pol poliproteina.